# Веселівська сільська рада (Сакський район)
Весе́лівська сільська́ ра́да — адміністративно-територіальна одиниця та орган місцевого самоврядування в Сакському районі Автономної Республіки Крим. Адміністративний центр — село Веселівка.

## Загальні відомості
Веселівська сільська рада утворена 5 вересня 1985 року.
- Населення ради: 2 925 осіб (станом на 2001 рік)

## Населені пункти
Сільській раді були підпорядковані населені пункти:
- с. Веселівка
- с. Владне
- с. Наташине
- с. Порфирівка

## Склад ради
Рада складалася з 16 депутатів та голови.
- Голова ради: Сєнаторов Сергій Олексійович
- Секретар ради: Лєтунова Галина Семенівна

### Керівний склад попередніх скликань
| Прізвище, ім'я, по батькові  | Основні відомості                                                                             | Дата обрання | Дата звільнення |
| ---------------------------- | --------------------------------------------------------------------------------------------- | ------------ | --------------- |
| Косар Петро Іванович         | Сільський голова, 1954 року народження, член Соціал-демократичної партії України (об'єднаної) | 26.03.2006   | 16.07.2008      |
| Сенаторов Сергій Олексійович | Сільський голова, 1984 року народження, безпартійний                                          | 30.11.2008   | 31.10.2010      |
| Сєнаторов Сергій Олексійович | Сільський голова, 1984 року народження, освіта вища, член Партії регіонів                     | 31.10.2010   |                 |

Примітка: таблиця складена за даними сайту Верховної Ради України

### Депутати
За результатами місцевих виборів 2010 року депутатами ради стали:

#### За суб'єктами висування
| Суб'єкт висування                 | Кількість обраних депутатів | %    |
| --------------------------------- | --------------------------- | ---- |
| Партія регіонів                   | 7                           | 43,8 |
| Самовисування                     | 6                           | 37,5 |
| Партія «Союз»                     | 1                           | 6,3  |
| Політична партія «Руська Єдність» | 1                           | 6,3  |
| Політична партія «Сильна Україна» | 1                           | 6,3  |

#### За округами
| № округу                          | Прізвище, ім'я, по батькові    | Дата визнання обраним | Освіта             | Партійна приналежність                  | Відомості про обраного депутата                                   |
| --------------------------------- | ------------------------------ | --------------------- | ------------------ | --------------------------------------- | ----------------------------------------------------------------- |
| Партія регіонів                   |                                |                       |                    |                                         |                                                                   |
| 1                                 | Даниленко Віктор Якович        | 31.10.2010            | середня            | член Партії регіонів                    | тимчасово не працює                                               |
| 2                                 | Надтока Іван Іванович          | 31.10.2010            | середня спеціальна | член Партії регіонів                    | Приозерне Агро, водій                                             |
| 4                                 | Безверхній Віталій Миколайович | 31.10.2010            | середня            | член Партії регіонів                    | тимчасово не працює                                               |
| 6                                 | Лупаїна Ганна Адамівна         | 31.10.2010            | вища               | член Партії регіонів                    | Веселівська загальноосвітня школа, директор                       |
| 7                                 | Огородник Людмила Миколаївна   | 31.10.2010            | середня            | член Партії регіонів                    | тимчасово не працює                                               |
| 8                                 | Безверхній Віктор Борисович    | 31.10.2010            | середня            | член Партії регіонів                    | Приозерне Агро, водій                                             |
| 14                                | Дмитрик Віктор Андрійович      | 31.10.2010            | середня спеціальна | член Партії регіонів                    | Національний параолімпійський центр, майстер з ремонту обладнання |
| Партія «Союз»                     |                                |                       |                    |                                         |                                                                   |
| 15                                | Харченко Зоя Олександрівна     | 31.10.2010            | вища               | член Партії «Союз»                      | Веселівська загальноосвітня школа, вчитель                        |
| Політична партія «Руська Єдність» |                                |                       |                    |                                         |                                                                   |
| 16                                | Новицький Віталій Анатолійович | 31.10.2010            | вища               | член Політичної партії «Руська Єдність» | управління ветмедициной в м. Саки та Сакському районі, ветеринар  |
| Політична партія «Сильна Україна» |                                |                       |                    |                                         |                                                                   |
| 12                                | Митрохина Наталя Ігорівна      | 31.10.2010            | вища               | член Політичної партії «Сильна Україна» | тимчасово не працює                                               |
| Самовисування                     |                                |                       |                    |                                         |                                                                   |
| 3                                 | Фазилова Зарема Рефатівна      | 31.10.2010            | середня            | позапартійна                            | тимчасово не працює                                               |
| 5                                 | Урсул Валентин Якович          | 31.10.2010            | середня спеціальна | позапартійний                           | УОС насосна станція, машиніст                                     |
| 9                                 | Летунова Галина Семенівна      | 31.10.2010            | вища               | позапартійна                            | Веселівська сільська рада, секретар                               |
| 10                                | Юзвенко Галина Василівна       | 31.10.2010            | середня            | позапартійна                            | приватний підприємець                                             |
| 11                                | Кравченко Миколай Миколайович  | 31.10.2010            | середня            | позапартійний                           | тимчасово не працює                                               |
| 13                                | Бурикіна Людмила Миколаївна    | 31.10.2010            | вища               | позапартійна                            | Веселівська сільська рада, головний бухгалтер                     |